# Església de Sant Pere Apòstol de Cinctorres
L'Església parroquial de Sant Pere Apòstol de Cinctorres (Els Ports, País Valencià) és un edifici religiós d'estil neoclàssic que es va començar a construir l'1 d'agost de 1763 sent els mestres d'obres Josep Dolz i Josep Aiora. Després de 19 anys de treballs, va acabar beneint-se i inaugurant-la el 28 de setembre de 1782.
El temple consta de tres naus, un espai creuer i dues torres bessones que segueixen l'ordre arquitectònic de la façana. Amida 60 metres de llarga per 25 metres d'ampla (mesures exteriors).
En el seu interior es troben frescos de Joaquim Oliet i Cruella, y peces d'orfebreria, creus gòtiques de plata dels Santalínea, punxó de Morella del segle xv, un Calze de l'any 1597, un llenç de l'any 1630 i el Lignum Crucis de l'any 1664. També guarden rics ornaments litúrgics i dos rosaris d'or portats des de Manila pel frare cinctorrà Josep de la Torre, en l'any 1754.